# Willa dyrektora Ligockiej Fabryki Chemicznej
Willa dyrektora Ligockiej Fabryki Chemicznej – willa w Katowicach, położona przy ulicy Franciszkańskiej 33 w dzielnicy Ligota-Panewniki. Budynek stanowi siedzibę Miejskiego Domu Kultury „Ligota” w Katowicach, a powstał w 1910 roku dla dyrektora Ligockiej Fabryki Chemicznej, późniejszej Rafinerii. Został wybudowany w stylu historyzmu i secesji. 

## Historia
Na przełomie XIX i XX wieku w Ligocie, przy bocznicy do huty żelaza „Ida” została założona Ligocka Fabryka Chemiczna, w której na początku jej istnienia produkowano tlen i wodór. Z czasem zmieniono profil zakładu na rafinerię. W tym okresie, po drugiej stronie Kłodnicy, przy  ulicy Franciszkańskiej wzniesiono dyrektorską willę. Ligota przekształcała się wówczas w podkatowicką miejscowość letniskową, a obok ligockiego dworca kolejowego wytyczono reprezentacyjną ulicę prowadząca do powstałego w latach 1903–1908 kompleksu klasztornego franciszkanów w Panewnikach. Przy niej powstało wiele secesyjnych willi, restauracja, urząd gminy i apteka.
Budynek dla dyrektora Ligockiej Fabryki Chemicznej został wybudowany w 1910 roku, a obok niego rozplanowano ogród. Niektóre źródła podają, że początkowo w willi istniał pensjonat.
W 1981 roku w wyniku ruchów solidarnościowych budynek przy ulicy Franciszkańskiej 33 został opuszczony. Elżbieta Jasiok, kierująca wówczas Szkolnym Ogniskiem Muzycznym, zdobyła przychylność władz Katowic, by przeznaczyć budynek na placówkę kulturalną. W styczniu 1982 roku Ognisko Muzyczne zajęło piętro dawnej willi, a na parterze ulokowano filię dziecięco-młodzieżową Miejskiej Biblioteki Publicznej w Katowicach. Administrowanie obiektem powierzono dyrektorowi Domu Kultury na Koszutce, tworząc filię w Ligocie. W 1987 roku ligocki dom kultury stał się samodzielną instytucją kultury. W latach 1986–1991 budynek był siedzibą teatru GuGalander, z którego wywodzi się grupa Mumio oraz Teatr Gry i Ludzie.
W latach 1991–1993 pod nadzorem konserwatora zabytków przeprowadzono modernizację siedziby domu kultury. W ramach prac przebudowano wnętrze. Placówkę otwarto ponownie w listopadzie 1993 roku.

## Charakterystyka

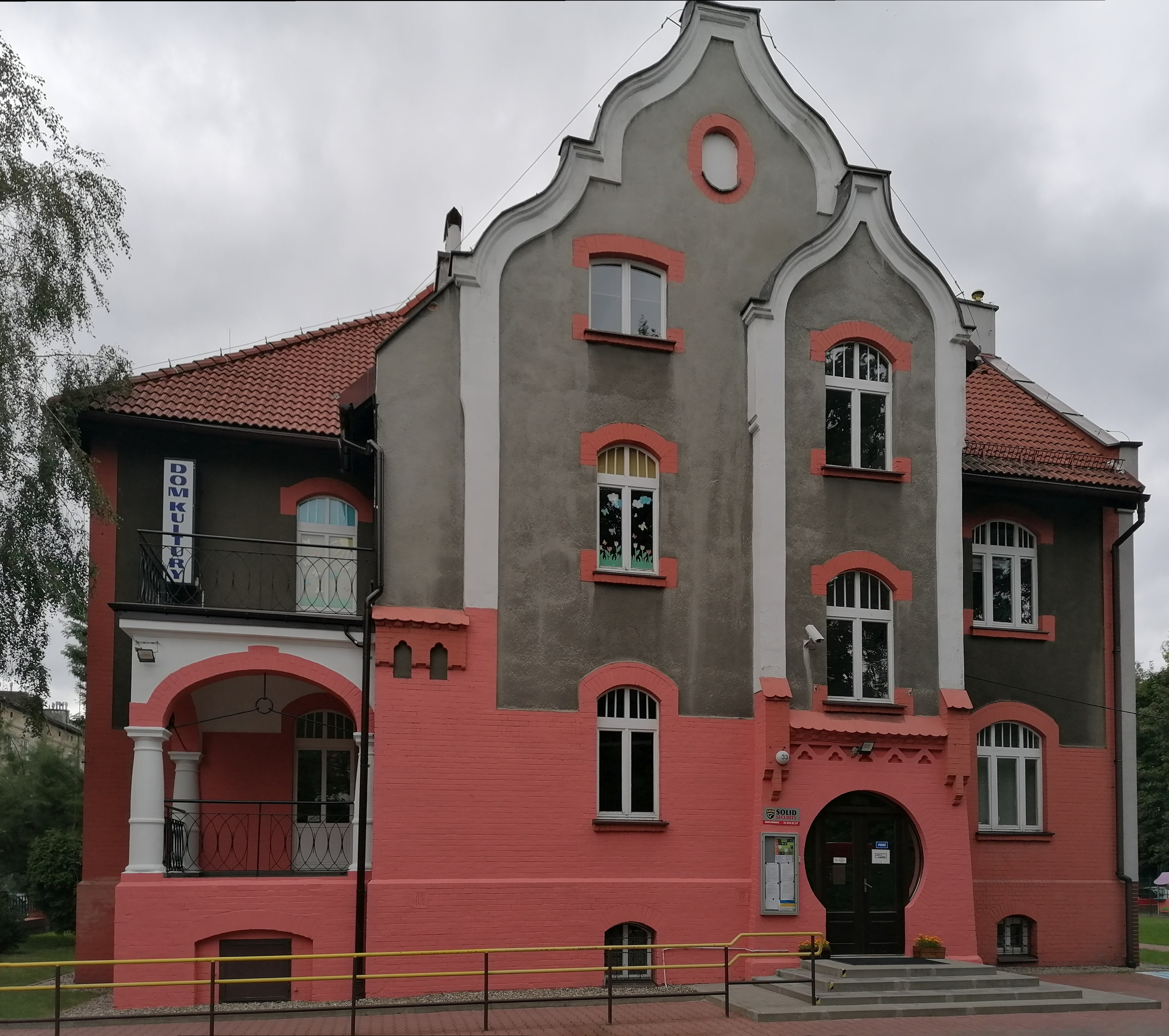
Fasada wschodnia

Willa dyrektora Ligockiej Fabryki Chemicznej to od 1982 roku siedziba Miejskiego Domu Kultury „Ligota” w Katowicach położona przy ulicy Franciszkańskiej 33 w Katowicach, na terenie dzielnicy Ligota-Panewniki. Placówka prowadzi szeroko zakrojoną działalność kulturalną dostosowaną do lokalnych potrzeb.
Jest to budynek częściowo murowany z cegły, częściowo tynkowany, z fragmentami w konstrukcji szachulcowej. Posiada trzy kondygnacje nadziemne i jedną podziemną. Nad poszczególnymi częściami budynku występują różne formy dachu, kryte czerwoną dachówką: naczółkowy, dwuspadowy i półszczytowy. Powierzchnia użytkowa budynku wynosi 681 m², a powierzchnia zabudowy 352 m².
Willa powstała w stylu historyzmu i secesji. Posiada różnego rodzaju detale architektoniczne: wykusz, drewniane elementy konstrukcyjne, obramowania okien, łuki odcinkowe oraz płaskorzeźbione drewniane płyciny.
Została wpisana do gminnej ewidencji zabytków miasta Katowice.